# 贝尼法伊奥
贝尼法伊奥，是西班牙巴伦西亚自治区巴伦西亚省的一个市镇。总面积20平方公里，总人口1205人（2001年），人口密度603人/平方公里。